# Berthold Englisch
Berthold Englisch foi um proeminente enxadrista austríaco do Séc. XIX, estando entre os 8 melhores da época na década de 1880. Englisch nasceu na parte tcheca da Silésia (até então Austria-Hungria) em uma família judia e ganhou a vida como mercador.
Participou de oito torneios internacionais ao longo de sua carreira entre 1877 e 1897. Seus melhores resultados foram o primeiro lugar em Leipzig (1879), empatado em primeiro com Blackburne e Schwarz em Wiesbaden (1880), e sétimo em Frankfurt (1887). Englisch participou regularmente do torneio de Viena, alcançado boas colocações e chegando a vencer a competição em 1896. No ano de 1897 durante um torneio em Berlim, passou mal e abandonou a competição e retornou a Viena, falecendo duas semanas após o término da competição.